# ナディル・サリフォフ
ナディル・サリフォフ（Nadir Salifov、アゼルバイジャン語:  Nadir Nəriman oğlu Səlifov、別名「Lotu Guli」および「グリ・バキンスキ」; 1972年8月28日 ドマニシ 、グルジア SSR、ソ連 - 2020年8月20日、アンタルヤ、トルコ) アゼルバイジャンの泥棒。
アゼルバイジャン、ロシア、ウクライナの組織犯罪の指導者の 1 人でした。
彼は、アゼルバイジャンの犯罪界で最も裕福な犯罪者の 1 人と見なされていました。

## バイオグラフィー
ナディル・サリフォフは、1972 年 8 月 28 日にグルジアの都市ドマニシでアゼルバイジャンの大家族に生まれました。彼には弟のナミクとマッシュフィグ、そして妹のレイラがいました。その後、家族は永住のためにアゼルバイジャンに引っ越しました。

## 犯罪行為

### 死
2020年8月20日の夜、トルコのアンタルヤのホテルの一室にて殺害された。殺人犯とされるサリフォフのボディガード、カーン・バキンスキーの愛称を持つカガン・ゼイナロフは、義理の泥棒の頭を撃ち、逃走した。 Lotu Guli さんは最寄りの医療センターに運ばれましたが、命を救うことはできませんでした。カーン・バキンスキーは、アンタルヤとデニズリの高速道路で拘束された[2]。

## リンク
- Lot Guli. 法泥棒 Nadir Salifov (Guli Bakinsky) の伝記
- サイト「CRIMINAL AUTHORITIES。 -salifova/ THIEVES IN THE LAW" — Nadir Salifov の「ディル」戦争
- CRIMINAL AUTHORITIES のウェブサイト。 - vor-v-zakone-lotu-guli/ THIEVES IN LAW" — Lotu Guli の義理の泥棒が殺されました
- Kommersant 新聞  —Guli の銃弾

| スタブアイコン | サブスタブ | この項目は、まだ閲覧者の調べものの参照としては役立たない、人物に関連した書きかけの項目です。この項目を加筆・訂正などしてくださる協力者を求めています（P:人物伝/PJ:人物伝）。 |